# 日本ハウスホールディングス
株式会社日本ハウスホールディングス（にほんハウスホールディングス）は、東京都千代田区に本社のある建設会社。東京証券取引所プライム市場上場企業である。1969年2月13日に岩手県盛岡市にて設立された。

## 概要
設立時の会社名は東日本ハウス株式会社（ひがしにほんハウス）。社名は「東日本」だが、西日本にも営業網を広げていた（最南端は鹿児島県）。東日本ハウス時代のキャッチフレーズは「近代和風の東日本ハウス」。2015年5月1日付で現社名となり、ブランド名は『日本ハウスHD』で展開する。
2002年、代表取締役に成田和幸が就任。グループ多角化経営を整理、本業回帰路線に変更。注文住宅事業、企画型提案住宅事業、リフォーム事業、マンション販売事業を事業主軸とする。1988年8月に株式を店頭公開、2013年11月に東京証券取引所2部への市場変更、2014年4月に東京証券取引所1部へ指定替えを果たす。

## 沿革
- 1969年2月 - 中村功、岩手県盛岡市本町通にて「東日本ハウス株式会社」を設立。
- 1971年3月 - 木造注文住宅の本格販売を開始する。
- 1972年3月 - 仙台支店を設置（東北地方展開の一歩として）。
- 1974年3月 - 宇都宮営業所を設置（関東地方進出）。
- 1975年2月 - 札幌支店を設置（北海道地方進出）。
- 1976年4月 - 静岡支店を設置（中部地方進出）。
- 1978年1月 - 岡山営業所（現：支店）を設置（中国地方進出）。
- 1979年
  - 3月 - 大分支店を設置（九州地方進出）。
  - 6月 - 在来工法住宅としては初となる「耐震工法」を完成する。
- 1987年
  - 1月 - 東大阪営業所を設置（近畿地方進出）。
  - 7月 - 高松営業所（現：支店）を設置（四国地方進出）。
- 1988年8月 - 同社株式を店頭登録（現在のジャスダック）。
- 2005年3月 - 本社を盛岡市と東京都千代田区の2社体制となる。
- 2008年6月 - 本社機構を東京本社に統合・集約する。
- 2013年11月 - 東京証券取引所二部に市場変更。
- 2014年4月 - 東京証券取引所一部に指定替え。
- 2015年5月 - 「株式会社日本ハウスホールディングス」に商号変更[1]。
- 2016年2月 - 登記上の本店を岩手県盛岡市から東京都千代田区（本社所在地）に変更する[2]。

## 関連会社
現在
- 日本ハウスホテル&リゾート（旧・ホテル東日本）
  - ホテル森の風 鶯宿
  - ホテル森の風 田沢湖
  - ホテル四季の館 那須
  - ホテル森の風 那須
  - ホテル東日本 宇都宮
  - ホテル森の風 立山
  - ホテル四季の館 箱根芦ノ湖
  - ホテル森の風 箱根仙石原
- 日本ハウスウッドワークス北海道
- 日本ハウスウッドワークス中部
- 東京工務店
- 日本ハウスコミュニティーサービス

過去
- 銀河高原ビール - 2017年10月31日付を以ってクラフトビール最大手のヤッホーブルーイングへ譲渡（のちに「ホテル森の風 沢内銀河高原」も譲渡・閉業）
- ホテル東日本 盛岡 - マイステイズ・ホテル・マネジメントに譲渡後、「アートホテル盛岡」に改称
- フラワー&ガーデン - 2019年4月清算決了

## その他
かつて東京都銀座に自社ビルディングであるチャンドラ・ボースビルを持っていたことがあった。1997年に購入し、銀河高原ビールの東京拠点および貸しビルとして運用していた。管理は、映画『プライド・運命の瞬間』の製作のための受け入れ子会社である東京映像制作が行っていた。しかし、映画『ムルデカ17805』や本業の不振もあって、2007年に売却された。
テレビ東京系トーク番組「渡部昇一の新世紀歓談」の単独スポンサーだった。
創業者の中村功は政治学習団体「経営者漁火会」を組織し、それを母体に中村が党首となって保守・右派政党青年自由党を結党した。青年自由党は1995年・1998年参院選に出馬しているが、中村を含め全員落選している。
息子の中村力は1993年の第40回衆議院議員総選挙に旧岩手1区から出馬し当選。自由民主党・自由国民会議に所属し、1期務めた。その後自民党に入党し数回国政選挙に出馬するが落選。みんなの党に移籍し、岩手県議選に出馬するが落選している。
2022年には人気YouTuberの吉田製作所が、駐車場の設計を巡って当社を動画で強烈に批判し、話題となった。

## 受賞
- グッドデザイン賞 - 3LCCHOUSE
- キッズデザイン賞 - トンネルのある家
- 住まいのリフォームコンクール優秀賞 - 倉敷の築後85年のトータルリフォーム
- 長期優良住宅先導事業 - 2009年度・2010年度 2回連続国交省採択

（2011年1月1日〜放送のテレビコマーシャルより）

## テレビコマーシャル出演
- 村田雄浩
- 泉谷しげる
- 津島亜由子（2011年1月1日〜、泉谷と共演）